# Adrian Korczago
Adrian Korczago (ur. 9 kwietnia 1964 w Zabrzu) – polski duchowny Kościoła Ewangelicko-Augsburskiego w RP, doktor teologii ewangelickiej, profesor ChAT, od 2016 biskup diecezji cieszyńskiej.

## Życiorys
W latach 1983–1988 studiował na Chrześcijańskiej Akademii Teologicznej w Warszawie. 22 stycznia 1989 roku w Zabrzu wraz z Jerzym Samcem został ordynowany na duchownego przez ks. bpa Janusza Narzyńskiego. Z dniem ordynacji został skierowany do pracy w parafii ewangelicko-augsburskiej w Ustroniu. Uczestniczył w budowie parafii w Bładnicach, w 2000 został jej pierwszym proboszczem.
Od 1991 prowadzi zajęcia na Chrześcijańskiej Akademii Teologicznej, specjalizuje się w duszpasterstwie, homiletyce oraz kontaktach pastoralnych. Prowadził również zajęcia z duszpasterstwa wśród dzieci, katechetyki, metodyki katechetycznej i liturgiki dla studentów pedagogiki o specjalności edukacja religijna w Filii Uniwersytetu Śląskiego w Cieszynie. W 1995 przebywał na stypendium zagranicznym na Uniwersytecie w Bonn. 19 lutego 2004 został doktorem teologii ewangelickiej na podstawie rozprawy Znaczenie tekstu biblijnego w duszpasterstwie wśród dzieci. Dwa lata później zrezygnował z pracy duszpasterskiej i ograniczył się do pracy dydaktyczno-naukowej. Kierownik Katedry Ewangelickiej Teologii Praktycznej (Sekcji Teologii Ewangelickiej) ChAT.
Od 2002 delegat do Synodu Kościoła, przewodniczący synodalnej komisji ds. edukacji i wychowania chrześcijańskiego oraz ds. pastoralnych. Członek Konsystorskiej Komisji Egzaminacyjnej Kościoła. W latach 2011–2015 Generalny Wizytator Nauczania Kościelnego. Od 2007 jest dyrektorem Instytutu Pastoralnego Kościoła Ewangelicko-Augsburskiego w RP, a w latach 2008-2019 sprawował funkcję duszpasterza (opiekuna duchowego) studentów-luteran ChAT.
24 czerwca 2009 podczas Ogólnopolskiej Konferencji Duchownych Kościoła Ewangelicko-Augsburskiego we Wrocławiu dokonano typowania kandydatów, spośród których Synod Kościoła wybrał nowego biskupa Kościoła. Ks. dr Adrian Korczago został wytypowany na trzecim miejscu. Natomiast 17 października 2009, podczas obrad XII Synodu Kościoła uzyskał drugie miejsce pod względem liczby głosów, a na stanowisko Biskupa Kościoła Ewangelicko-Augsburskiego wybrano ks. Jerzego Samca.
W latach 2008–2015 wiceprzewodniczący Światowej Organizacji Duszpasterstwa Interkulturalnego SIPCC (Society for Intercultural Patoral Care and Counselling) z siedzibą w Dűsseldorfie. W latach 2010–2015 prezes Towarzystwa Poradnictwa i Psychologii Pastoralnej w Polsce (TPiPP).
W 2013 został mianowany administratorem parafii w Goleszowie na Śląsku Cieszyńskim, po czym 30 sierpnia 2015 wprowadzony w urząd jej proboszcza. Pastorem tego zboru pozostał do 30 kwietnia 2022 roku, gdy urząd proboszcza objął ks. Piotr Sztwiertnia.
21 listopada 2015 synod diecezjalny wybrał go na urząd biskupa diecezji cieszyńskiej. W Święto Epifanii, 6 stycznia 2016, w Kościele Jezusowym w Cieszynie został konsekrowany i wprowadzony w urząd biskupa diecezji cieszyńskiej.
1 października 2024 powołany na zastępcę Biskupa Kościoła Ewangelicko-Augsburskiego.
Jest autorem ponad czterdziestu prac naukowych, autorem lub współautorem kilku książek, w tym podręcznika.

## Życie prywatne
Z żoną Marzanną ma córkę Joannę.

## Wybrane publikacje
- Ewangelicy w Zabrzu (red. nauk.) (2013)
- Duszpasterstwo profetyczne = Prophetische Seelsorge (współred. Helmut Weiß, 2012)
- Rodzice przez duże „R” – przewodnik po wychowaniu w wierze (2016)